# Список беспозвоночных, занесённых в Красную книгу Чукотского автономного округа

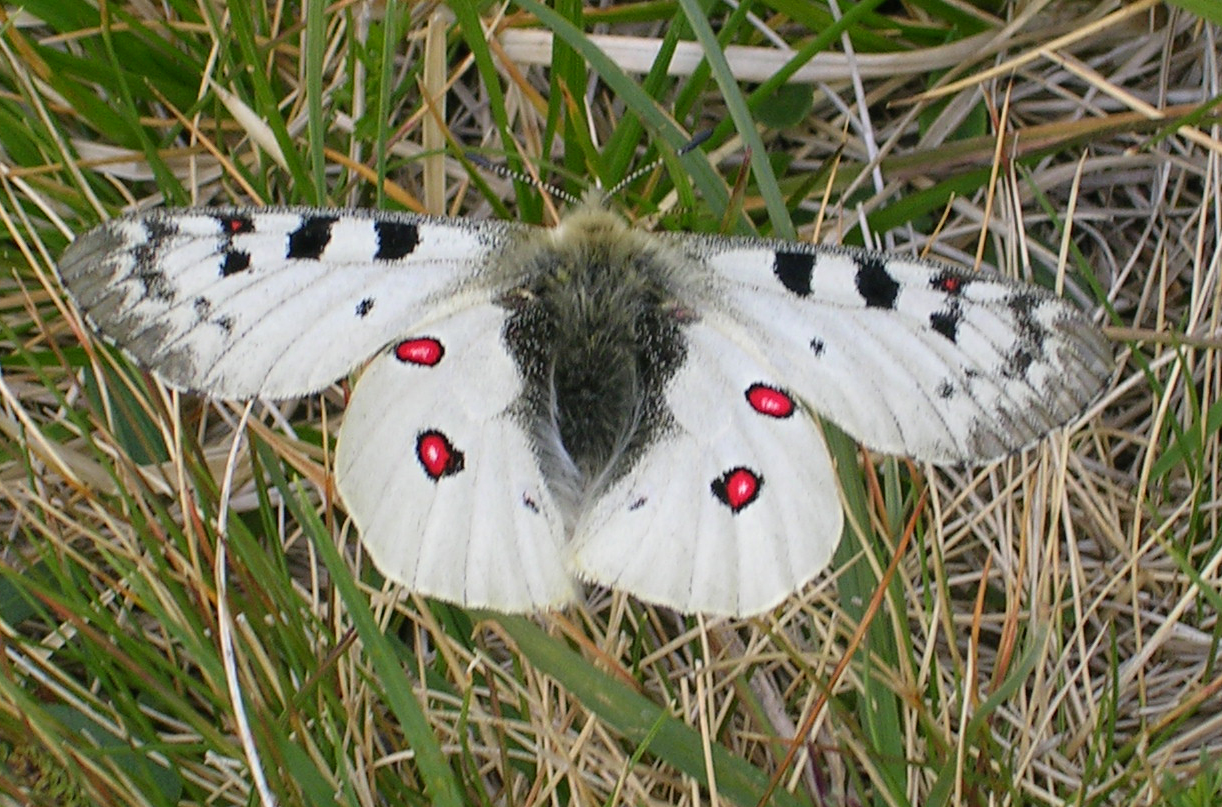
Аполлон Феб

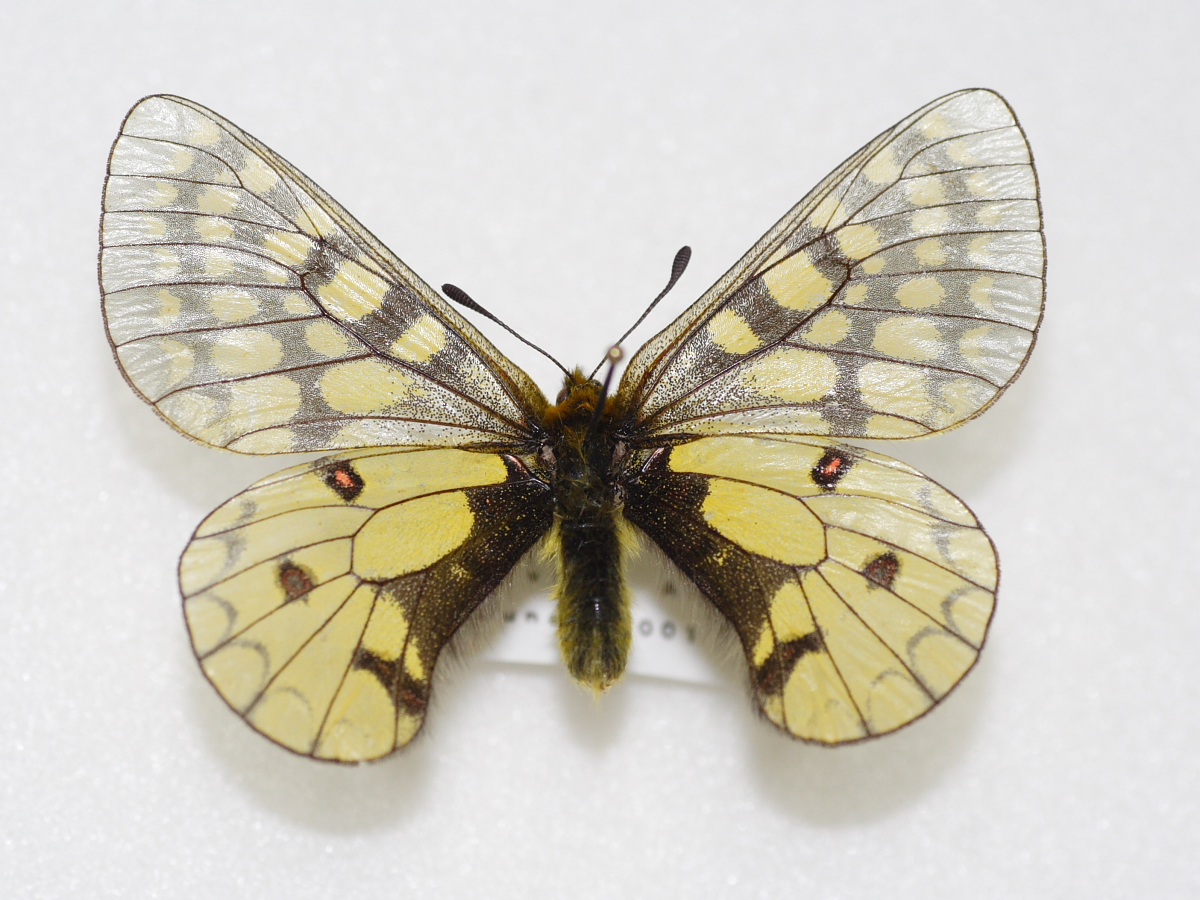
Аполлон Эверсманна

Список беспозвоночных, занесённых в Красную книгу Чукотского автономного округа содержит 13 видов животных, в том числе 9 видов моллюсков и 4 вида насекомых (бабочки). Кроме основного списка в Красной книге представлен Дополнительный список, в который включено ещё 46 видов беспозвоночных, нуждающихся в особом внимании к их состоянию в природной среде (9 видов пауков, 14 — жуков, 21 — бабочек, 1 клоп, 1 цикадка).

## Тип Моллюски

### КлассБрюхоногие моллюски—Gastropoda

#### Отряд Лимневидные —Lymnaeiformes
- Семейство Прудовики — Lymnaeidae
  - Прудовик Петерса — Lymnaea (Polyrhytys) petersi Dall, 1905 3

- Семейство Физиды — Physidae
  - Физелла Натали — Physella nuttalli (Lea, 1864) 3
  - Физа Тэ — Physa (Beringophysa) tei Starobogatov et Prozorova, 1989 3
  - Физа Куваева — Physa (Beringophysa) kuvaevi Starobogatov et Prozorova, 1989 3

- Семейство Катушки — Planorbidae
  - Катушка чукотская — Anisus (Gyraulus) thermochukchensis Prozorova et Starobogatov, 1996 3
  - Променетус заостренный — Promenetus exacuous (Say, 1821) 3
- Семейство Булиниды — Bulinidae
  - Планорбелла Хорна — Planorbella horni (Tryon, 1867) 1

#### Отряд Вивипароидные —Vivipariformes
- Семейство Затворки — Valvatidae
  - Цинцинна Черешнева — Cincinna (Sibirovalvata) chereshnevi Bogatov, Zatrawkin et Starobogatov, 1990 2

#### Отряд Униоморфные —Unioniformes
- Семейство Униониды — Unionidae
  - Берингиана Черешнева — Beringiana chereshnevi (Bogatov et Starobogatov, 2001) 2

## Тип Членистоногие

### Класс Насекомые — Insecta

#### ОтрядЧешуекрылые—Lepidoptera
- Семейство Волнянки — Lymantriidae
  - Волнянка Кузнецова — Dicallomera kusnezovi Lukhtanov et Khruliova, 1989 3
- Семейство Медведицы — Arctiidae
  - Медведица Филипа — Grammia philipiana Ferguson, 1990 4
- Семейство Бархатницы — Satyridae
  - Энейс альпийская — Oeneis alpina Kurentzov, 1970 4
  - Трифиза Дорни — Triphysa dohrnii Zeller, 1866 4

## Дополнительный список
Здесь отмечено 46 видов беспозвоночных, нуждающихся в особом внимании к их состоянию
в природной среде (9 видов пауков, 14 — жуков, 21 — бабочек, 1 клоп, 1 цикадка).

### ОтрядПауки—Aranei
- Эмблина северная — Еmblупа borealis (O.P. — Cambridge, 1846)
- Лептифантес альпийский — Lepthyphantes alpinus (Emerton, 1882)
- Ореонета арктическая — Oreoneta arctica (Holm, 1960)
- Ореонета Минеева — Oreoneta mineevi Saaristo, Mamsik, 2004
- Перро чукотская — Perro tshuktshorwn (Eskov et Marusik, 1991)
- Силометопоидес пампия — Silometopoides pampia (Chamberlin, 1948)
- Пардоза ледниковая — Pardosa glacilais (Thorel, 1872)
- Сибирокоза субсолана — Sibirocosa subsolana (Kulczynski, 1907)
- Трикка инсигнита — Tricca insignita (Thorell, 1872)

### ОтрядЖесткокрылые—Coleoptera
- Апион арктический — Apion arcticum Korotyaev, 1987
- Апион врангелевский — Mesotrichapion wrangelianum Korotyaev, 1977
- Апион амгуэмский — Hemitrichapion amguemae (Korotyaev, 1991)
- Апион чегитунский — Hemitrichapion tschegitunense Legalov, 2001
- Апион Бермана — Pseudaplemonus bermani Korotyaev, 1997
- Лепидофорус узкошеий — Lepidophorus lineaticollis Kirby, 1837
- Скрытнохоботник Ольги — Prisistus olgae (Korotyaev, 1988)
- Лепирус канадский — Lepyrus canadiensis Casey, 1896
- Коровка блестящая — Coccinella fulgida Watson, 1954
- Листоед врангелевский — Chrysolina brunnicornis vrangeliani Voronova, 1982
- Листоед арктический — Chrysolina arctica L. Medvedev, 1980
- Пецилус неарктический — Poecilus nearcticus Lindroth, 1966
- Малашка бескрылая — Troglocollops arcticus L. Medvedev, 1958
- Холевинус сибирский — Cholevinus sibiricus Jeannel, 1923

### ОтрядПолужесткокрылые—Heteroptera
- Слепняк Бермана— Orthotylus bermani Kerzhner, 1988

### ОтрядРавнокрылые—Homoptera
- Атизанелла отшельница— Athysanella profuga Anufriev & Emeljanov, 1988

### ОтрядЧешуекрылые—Lepidoptera
- Фелтия арктическая — Feltia (Trichosilia) arctica (Kononenko, 1981)
- Фелтия берингийская — Feltia (Trichosilia) beringiana Lafontaine & Kononenko, 1986
- Ксестия средняя — Xestia (Pachnobia) intermedia (Kononenko, 1981)
- Ксестия туле — Xestia (Pachnobia) thula (Lafontaine & Kononenko, 1983)
- Ксестия аляскинская — Xestia (Pachnobia) alaskae (Grote, 1876) (= singularis Kononenko, 1981)
- Ксестия экуаеа — Xestia (Pachnobia) aequaeva (Benjamin, 1934) (= brachyptera Kononenko, 1981)
- Ксестия сходная — Xestia (Pachnobia) similis (Kononenko, 1981)
- Ксестия светлоглазая — Xestia (Pachnobia) ochrops Kononenko, 1996
- Ксестия магаданская — Xestia (Pachnobia) magadanensis Kononenko & Lafontaine, 1983
- Парабарровия Киля — Parabarrovia keelei (Gibson, 1920)
- Изохлора шелковистая — Isochlora sericea Lafontaine, 1996
- Толстоголовка васильковая — Pyrgus centaureae (Rambur, 1839)
- Аполлон Эверсманна — Parnassius eversmanni [Menetries], [1850]
- Аполлон Феб — Parnassius phoebus (Fabricius, 1793)
- Желтушка тихе — Colias tyche (Boeber, 1812)
- Голубянка серебристая — Glaucopsyche lygdamus (Doubleday, 1842)
- Энейс скульда — Oeneis sculda (Eversmann, 1851)
- Чернушка анюйская — Erebia anyuica Kurentzov, 1966
- Чернушка Янга — Erebia youngi Holland, 1900
- Перламутровка тритония — Boloria tritonia (Boeber, 1812). ¦
- Перламутровка дия — Boloria dia (Linnaeus, 1767).